# Maria Josepa Colom i Sambola
Maria Josepa Colom i Sambola (Cervera, 1924- Barcelona, 2017) fue una pintora y grabadora catalana, especializada en el aguafuerte y la técnica de la punta seca, a pesar de que también ha practicado la xilografía.
Se formó en la Escuela de la Llotja. En los años 50 se estableció en el Pakistán, y a finales de la década ganó el Premio Nacional de Grabado de Madrid (1958). Más adelante, en 1972, ganaría  el premio Ciutat de Barcelona, también de grabado. Un año antes había realizado una exposición monográfica en Cervera.
Se conserva obra suya en el Museo d'Art Jaume Morera de Lleida, en el Museu d'Art de Sabadell, y  más de 3000 estampas y dibujos originales  en la Biblioteca de Catalunya.